# Filowirusy
Filowirusy (łac. Filoviridae) – grupa (w randze rodziny) ssRNA(−) wirusów obejmująca dwa wirusy: Marburg i Ebola. Są one identyczne pod względem cech morfologicznych, ale różnią się cechami biologicznymi i antygenowymi.

## Budowa
Materiał genetyczny stanowi jednoniciowy antysensowny RNA. Obydwaj przedstawiciele tej rodziny są identyczni pod względem morfologii (przyjmują kształty poskręcanych pałeczek) – wykazują jednak pewną odmienność antygenową. Pojedyncza nić RNA w przypadku Eboli jest całkowicie nieszkodliwa.

## Patogenność
Wirusy te są przyczyną poważnych i trudnych w leczeniu, występujących endemicznie na obszarze Afryki gorączek krwotocznych (VHF). W przypadku choroby marburskiej wirulencja wynosi co najmniej 30%, natomiast u Eboli waha się ona w zależności od odmiany wirusa od 50%- 90%.

### Zakażalność, drogi szerzenia i rezerwuar
Do zakażenia dochodzi na drodze kropelkowej, pośredniego i bezpośredniego kontaktu (z czego te dwa ostatnie mają największe znaczenie). Najpoważniej zazwyczaj kończą się zakażenia wśród służb medycznych, które nastąpiły na skutek kontaktu z płynami ustrojowymi i kałem.

Rezerwuar stanowią chorzy ludzie, prawdopodobnie także gryzonie i niektóre gatunki małp. Dodatkowo podejrzewa się, że naturalnym roznosicielem mogą być koczkodany saba.

### Odporność populacji
Występuje powszechna wrażliwość. Prace nad szczepionką trwają. Wykryto przeciwciała u niektórych badanych pacjentów.

### Zastosowania filowirusów jako broni biologicznej
Wirus gorączki krwotocznej Ebola jest wymieniany w kategorii A jako jeden z najgroźniejszych czynników o wysokim potencjale bioterrorystycznym. Nigdy nie były użyte na polu walki, choć badania nad tym były prowadzone (szczególnie przez ZSRR). Obecnie ich znaczenie jako broni B jest wątpliwe, ze względu na szczególne tendencje wirusa do samoograniczania swojego rozszerzania (duża śmiertelność i gwałtowny przebieg). Poza tym jedną z trudności przy wykorzystaniu Eboli jako broni biologicznej jest problem z uzyskaniem wirusa. Podobna sytuacja dotyczy wirusa Marburg, który charakteryzuje się jednak znacznie mniejszą wirulencją.

## Wrażliwość na czynniki zewnętrzne
Wirusy te wrażliwe są na promieniowanie jonizujące, światło słoneczne (promienie UV), temperaturę powyżej 60 °C oraz powszechnie dostępne chemiczne środki do dezynfekcji (fenol, alkohol metylowy).

## Historia odkrycia

### Wirus Ebola
Odkryty w 1976 r. w czasie epidemii w Zairze (ognisko znajdowało się prawdopodobnie koło rzeki Ebola, dlatego też tak nazwano wirus) i Sudanie (w Zairze wykazywał większą wirulencję i śmiertelność).

### Wirus Marburg
Po raz pierwszy udokumentowane zachorowanie miało miejsce w 1967 r. w mieście Marburg (Niemcy), w fabryce szczepionek w Niemczech i w Belgradzie (Jugosławia). Zakażonych zostało 31 pracowników laboratoryjnych pracujących na małpach (makakach zielonych) pochodzących z Ugandy, a dalej osoby kontaktujące się z nimi. Zmarło 7 chorych (letalność 25%-30%). W kwietniu 2005 nieznana dotąd odmiana tego wirusa pojawiła się w prowincji Uige w Angoli. Zmarły co najmniej 244 osoby.

## Szczepionka
W lutym 2008 roku doniesiono, że przeprowadzono pomyślne testy na małpach. Zwiększa to szansę odkrycia szczepionki skutecznej dla ludzi, której testy przewidywane były najwcześniej na 2009 rok.

## Filowirusy w literaturze i filmie
Szczególnie wirus Ebola i gorączka krwotoczna, którą wywołuje, są tematem filmów science-fiction (podobnie jak w przypadku wirusa Machupo).

W swojej powieści Dekret Tom Clancy opisuje atak biologiczny na Stany Zjednoczone przy użyciu wirusa Ebola.
Tematykę walki z Ebolą porusza również Robin Cook w powieści Epidemia oraz Alex Kava w powieści Zabójczy wirus.